# Miconia dorsiloba
Miconia dorsiloba är en tvåhjärtbladig växtart som beskrevs av Henry Allan Gleason. Miconia dorsiloba ingår i släktet Miconia och familjen Melastomataceae.
Artens utbredningsområde är Costa Rica. Inga underarter finns listade i Catalogue of Life.